# Reell analytisk Eisensteinserie
Inom matematiken är den enklaste reella analytiska Eisensteinserien en speciell funktion i två variabler. Den används inom representationsteorin för SL(2,R) och analytisk talteori. Den är nära relaterad till Epsteins zetafunktion.
Det finns många generaliseringar associerade till mer komplicerade grupper.

## Definition
Eisensteinserien E(z, s) för z = x + iy i övre halvplanet definieras som
{\displaystyle E(z,s)={1 \over 2}\sum _{(m,n)=1}{y^{s} \over |mz+n|^{2s}}}
för Re(s) > 1, och med analytisk fortsättning för andra komplexa tal s. Summan är över alla par av relativt prima heltal.

## Egenskaper

### Som en funktion avz
Betraktad som en funktion av z, är E(z,s) en reell analytisk egenfunktion av Laplaceoperatorn över H' med egenvärdet s(s-1). I andra ord satisfierar den den elliptiska partiella differentialekvationen
{\displaystyle y^{2}\left({\frac {\partial ^{2}}{\partial x^{2}}}+{\frac {\partial ^{2}}{\partial y^{2}}}\right)E(z,s)=s(s-1)E(z,s),}    där {\displaystyle z=x+yi.}
Funktionen E(z, s) är invariant under påverkan av SL(2,Z) över z i övre halvplanet av Möbiustransformationer. Tillsammans med den tidigare egenskapen betyder detta att Eisensteinserien är en Maassform, en reell-analytisk analogi av  klassiska elliptiska modulära funktioner.

### Som en funktion avs
Eisensteinserien konvergerar för Re(s)>1, men kan analytisk fortsättning till en meromorf funktion av s i hela komplexa planet med en unik pol med residy π vid s = 1 (för alla z i H). Konstanta termen vid polen s = 1 beskrivs av Kroneckers gränsvärdesformel.
Den modifierade funktionen
{\displaystyle E^{*}(z,s)=\pi ^{-s}\Gamma (s)\zeta (2s)E(z,s)\ }
satisfierar funktionalekvationen
{\displaystyle E^{*}(z,s)=E^{*}(z,1-s)\ }
analog till funktionalekvationen av Riemanns zetafunktion ζ(s).
Skalärprodukten av två olika Eisensteinserier E(z, s) och E(z, t) ges av Maass-Selberg-relation.

### Fourierexpansion
Egenskaperna ovan hos den reella analytiska Eisensteinserien, det vill säga funktionalekvationen för E(z,s) och E*(z,s) genom att använda Laplacianen över H, är konsekvenser av det att E(z,s) har en Fourierexpansion:
{\displaystyle E(z,s)=y^{s}+{\frac {{\hat {\zeta }}(2s-1)}{\zeta (2s)}}y^{1-s}+{\frac {4}{{\hat {\zeta }}(2s)}}\sum _{m=1}^{\infty }m^{s-1/2}\sigma _{1-2s}(m){\sqrt {y}}K_{s-1/2}(2\pi my)\cos(2\pi mx)\ }
där
{\displaystyle {\hat {\zeta }}(s)=\pi ^{-1/2}\Gamma {\biggl (}{\frac {s}{2}}{\biggr )}\zeta (s)\ }
{\displaystyle \sigma _{s}(m)=\sum _{d|m}d^{s}\ ,}
och den modifierade Besselfunktionen
{\displaystyle {\begin{aligned}K_{s}(z)&={\frac {1}{2}}\int _{0}^{\infty }\exp {\biggl (}-{\frac {z}{2}}(u+{\frac {1}{u}}){\biggr )}\cdot u^{s-1}du\\&\sim {\sqrt {\frac {\pi }{2z}}}e^{-z}\ .\ \ \ \ \ \ \ \ \ (z\rightarrow \infty )\end{aligned}}}

## Epsteins zetafunktion
Epsteins zetafunktion ζQ(s) (Epstein 1903) för en positiv definit heltalskvadratisk form Q(m, n) = cm2 + bmn +an2 definieras som
{\displaystyle \zeta _{Q}(s)=\sum _{(m,n)\neq (0,0)}{1 \over Q(m,n)^{s}}.\ }
Den är essentiellt ett specialfall av den reella analytiska Eisensteinserien för ett speciellt värde av z, eftersom
{\displaystyle Q(m,n)=a|mz+n|^{2}\ }
för
{\displaystyle z={\frac {-b}{2a}}+{\frac {i{\sqrt {-b^{2}+4ac}}}{2a}}.}
Denna zetafunktion är uppkallad efter Paul Epstein.

## Generaliseringar
Reella analytiska Eisensteinserien E(z, s) är Eisensteinserien associerad till  den diskreta delgruppen SL(2,Z) av SL(2,R). Selberg har beskrivit generaliseringar till andra diskreta delgrupper Γ av SL(2,R) och använt dem till att undersöka representationer av SL(2,R) över L2(SL(2,R)/Γ). Langlands utvidgade Selbergs arbete till grupper med högre dimension; hans komplicerade bevis förenklades senare av Joseph Bernstein.